# Trumpiliner
Die Trumpiliner (lat. Trumpilini, auch Trumplini) waren ein antiker Volksstamm, dessen Wohnsitze im Val Trompia, einem der drei Haupttäler der Provinz Brescia, lagen.
Der römische Schriftsteller Plinius der Ältere sprach unter Berufung auf die Origines von Cato dem Älteren von den Trumpilini als einem von mehreren Stämmen der Euganeer.
Das Tropaeum Alpium im heutigen La Turbie (erbaut 7/6 v. Chr.) nennt die Trumpiliner in der Liste der 16/15 v. Chr. in den augusteischen Alpenfeldzügen besiegten Alpenvölker. Die bei Plinius erhaltene Sekundärüberlieferung der Inschrift enthält den Verschreiber Triumpilini.